# 星降る泉
『星降る泉』（ほしふるいずみ）は、全天周ドーム向けに制作された、CGアニメーションである。
2009年8月より全国のプラネタリウムで配給公開された。
星の見える丘シリーズの一環として開発されたアニメーション作品。
流れ星が作った「不思議の泉」にまつわる、生命と希望の物語。プラネタリウム公開用に制作されており、寓話のなかにも科学的要素が盛り込まれている。

## 登場人物
- リッキー
いつも胡桃をかかえている。正義感が強くリーダー的な存在。

- フリップ
リッキーの大親友。どこまでも高く飛べるのが自慢。

- ホッピー
いつも明るく元気いっぱい。脚力はピカイチ。

- チャッティー
いつもはクールだが実はおしゃべり。アーマーと仲良し。

- ビート
小さいけれど頑張り屋。素早さだけは誰にも負けない。

- ストラ
面倒見がよく、おしゃれ好き。いつも身だしなみに気を配っている。

- ジョージ
星一番のしっかり者。頼まれたことは必ずやり遂げる。

- アーマー
見かけによらず引っ込み思案。しかし、仲間に危険が迫ると、強力なパワーを発揮する。

- 巨人／魔神

## スタッフ
- 制作 - ゼネラルアサヒ
- 原作・監督 - 関直之
- 脚本 - 村川康敏